# Johann Rudolf Dälliker

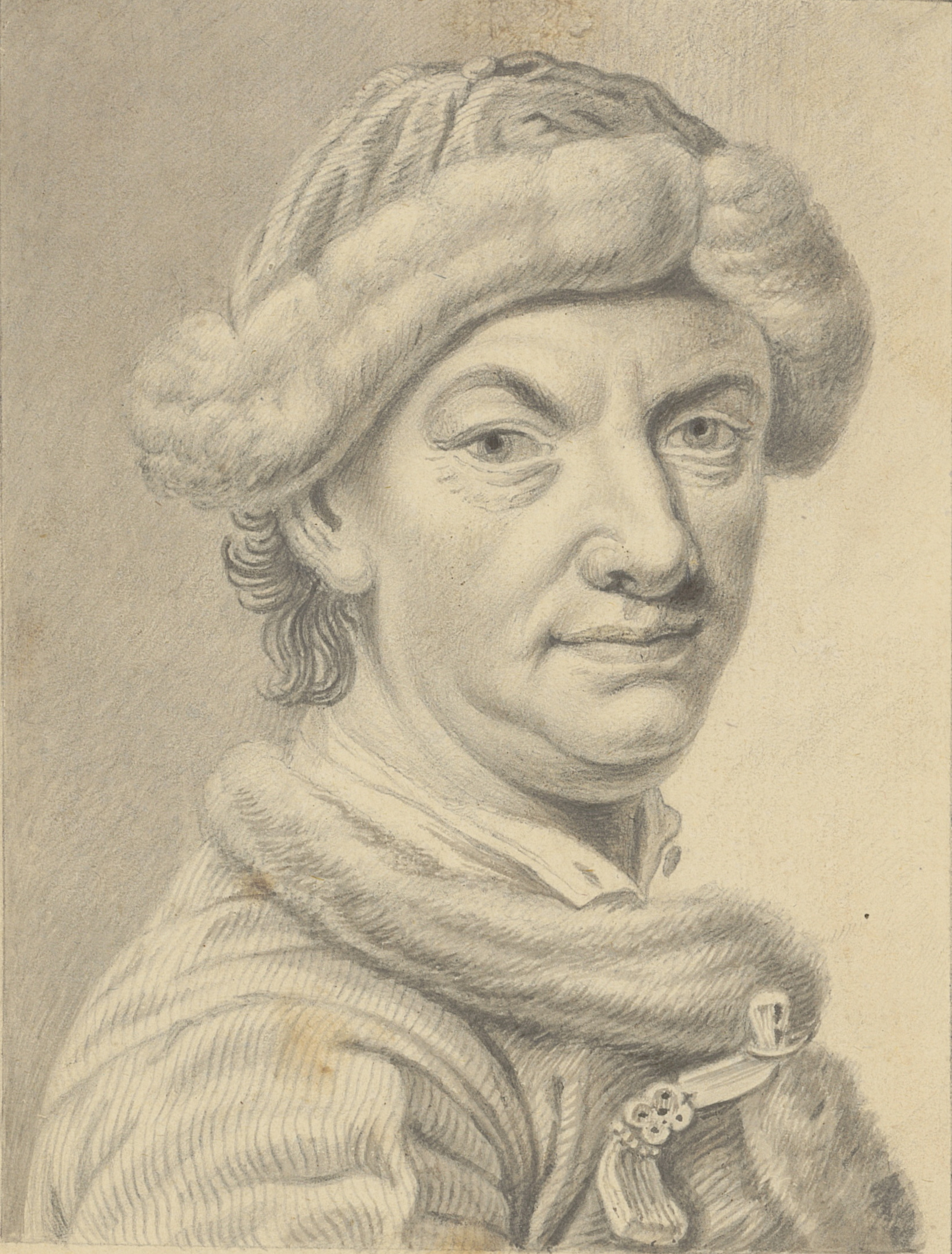
Johann Rudolf Dälliker, gezeichnet von Johann Caspar Füssli

Johann Rudolf Dälliker (geboren 1694 in Berlin; gestorben am 23. April 1769 in Schaffhausen) war ein Schweizer Maler.

## Leben
Johann Rudolf Dälliker stammte aus einer Zürcher Familie. Laut Johann Caspar Füssli habe sich Dälliker am Werk Antoine Pesnes und nach Naturstudien gebildet. Er arbeitete in Magdeburg, ab 1713 in Braunschweig, Kassel und Leipzig, ab 1722 in Zürich, später in Bern. Füssli berichtet, Dälliker sei 1731 nach Paris gereist und habe dort Hyacinthe Rigaud und Nicolas de Largillière kennengelernt. Nach einem Aufenthalt in Luxemburg reiste er wiederum nach Zürich und Bern, wo er 1732 Maria Anna von Brun heiratete. Ab 1746 hielt er sich wiederum in Zürich auf, wo er 1750 Salzdiener wurde.